# Simfonia de cambra núm. 2 (Weinberg)
La Simfonia de cambra núm. 2 per a orquestra de corda i timbales, op. 147, fou composta per Mieczysław Weinberg i la va acabar el 29 d'abril de 1987. En realitat és una orquestració del Quartet de corda núm. 3 (1944) op. 14, mai realitzat en públic abans d'aquesta reutilització ni en vida del compositor. Té una durada d'uns 33 minuts.

## Moviments
- I. Allegro molto
- II. Pesante moderato
- III. Andante sostenuto

## Origen i context
L'última dècada de la vida de Weinberg va portar a la reflexió i la reelaboració de peces anteriors. La Simfonia de Cambra núm. 2 és una obra que mostra la maduresa compositiva de Weinberg, però és una reelaboració d'un context de foscor i fatalisme del Tercer quartet del 1944. Així i tot, la composició sovint revela una tonalitat més esperançadora i melòdica que el quartet. El moviment central evoca un sentiment de nostàlgia, mentre que el final prolongat adopta un to més tenebrós, culminant en un clímax apassionat i profundament emotiu abans de tancar-se amb una coda serena i resignada, marcada per un únic cop de timbal.